# Њусомс (Вирџинија)
Њусомс (енгл. Newsoms) град је у америчкој савезној држави Вирџинија. По попису становништва из 2010. у њему је живело 321 становника.

## Демографија
Према попису становништва из 2010. у граду је живело 321 становника, што је 39 (13,8%) становника више него 2000. године.
| Група             | 2000.       | 2010.       |
| Белци             | 155 (55,0%) | 161 (50,2%) |
| Афроамериканци    | 127 (45,0%) | 156 (48,6%) |
| Азијати           | 0 (0,0%)    | 0 (0,0%)    |
| Хиспаноамериканци | 0 (0,0%)    | 4 (1,2%)    |
| Укупно            | 282         | 321         |